# تيب وتاب

تيب وتاب هما تميمة كأس العالم لكرة القدم 1974 الذي عقد في المانيا الغربية.
صبيان بملامح ألمانية يرتديان لباس ألمانيا مع حرفي wm ورقم74.

## مقالات ذات صلة
- تمائم كأس العالم لكرة القدم
- كأس العالم لكرة القدم 1974